# Menhirs de Sévéroué
Les menhirs de Sévéroué sont un ensemble de blocs en schiste situés à Saint-Just dans le département français d'Ille-et-Vilaine.

## Historique
En 1883, Paul Bézier mentionne un groupe de menhirs et de blocs naturels situés entre les hameaux de Sévéroué et Bel-Air sous le nom de « groupe de la Roche-Mathelin »: 

« Sur une petite lande dénudée, d'énormes et longs blocs des mêmes schistes, les uns empilés comme des bûches, les autres accumulés dans un désordre complet, frappent étrangement l'imagination. Ces blocs reposent sur un roc de même espèce, et l'on se demande si l'on est en présence d'un jeu de la nature ou si jadis, ces masses ont été dressées par l'homme, ou bien si, sortant de la carrière, elles n'attendent pas là, depuis des siècles, une destination que désormais elles ne recevront jamais.
L’amoncellement le plus imposant a 5 mètres de hauteur, et sa portion principale est formée de deux rochers parallèles de plus de 5 mètres de long, 1,5 mètres de haut et 1 mètre de large, séparés entre eux par un espace de 0,80 m et supportant un énorme bloc de pareilles dimensions, lequel porte à son tour un autre bloc non moins volumineux et ayant à quelques distance l'aspect d'une table de dolmen. »

— Paul Bézier, Inventaire des monuments mégalithiques du département d'Ille-et-Vilaine

## Description
Près du hameau de Sévéroué, de nombreux blocs de schiste se mêlent à des affleurements naturels et il est difficile de distinguer quelles dalles ont été exploitées et à quelles époques. Le site a servi de carrière pendant des années pour construire les habitations voisines et plusieurs blocs ont été redressés à l'entrée du cimetière de Saint-Just. Plus récemment, un bloc du groupe de Bel-Air a été transporté à Pipriac pour édifier une stèle en souvenir des martyrs de la Résistance.
Le terrain qui contenait l'essentiel des vestiges de la Roche-Mathelin a été acheté en 1937 par un dénommé F. C. Delalande qui entreprit de redresser, au gré de sa fantaisie, « de nombreuses pierres mélangeant ainsi de nombreuses pierres parmi lesquelles figuraient sans doute d'authentiques menhirs renversés, mais aussi sans doute des blocs naturels ou simplement bousculés par des carriers ». 